# Пирофосфат железа(III)
Пирофосфат железа(III) — неорганическое соединение, 
соль железа и пирофосфорной кислоты с формулой Fe4(P2O7)3,
не растворяется в воде,
образует кристаллогидрат — желтоватые кристаллы.

## Физические свойства
Пирофосфат железа(III) образует кристаллогидрат состава Fe4(P2O7)3•9H2O.
Не растворяется в воде.

## Применение
- Используется для обогащения железом продуктов детского и диетического питания.